# Щедрий Артем Альбертович
Артем Альбертович Щедрий (9 листопада 1992, Берислав) — український футболіст, півзахисник.

## Клубна кар'єра
Вихованець донецького «Олімпіка». Перший тренер — В. Авдєєв. У 2008 році продовжив навчання у футбольній школі київського «Динамо», у складі якого ставав чемпіоном України (u-17). З 2009 року грав у першій лізі за «Динамо-2», а також за дубль і молодіжну команду. У 2011 році, отримавши травму, за власними словами, відчув, що тренерський штаб на нього більше не розраховує, почекав завершення контракту і вирішив змінити клуб.
У 2012 році перейшов у «Волинь». У Прем'єр-лізі дебютував 27 квітня 2013 року в грі з запорізьким «Металургом». У цьому матчі вийшов в основному складі, але в перерві був замінений на Еріка Бікфалві. Більше в першій команді футболіст не грав. За дубль провів 50 матчів, в яких забив 12 голів.
Влітку 2014 року перейшов до кіровоградської «Зірки». У складі команди став чемпіоном Першої ліги України 2015/2016, однак після виходу «Зірки» в Прем'єр-лігу поступово випав з основи, рідко проводячи на полі всю гру, і після закінчення сезону 2016/17 покинув клуб. 
Практично відразу після відходу підписав контракт з «Олександрією», однак за пів року так і не зіграв ні одного матчу за команду, лікуючи травму коліна. В другій половині сезону 2017/18 грав за донецький «Олімпік».
В червні 2018 року підписав угоду на два роки з футбольним клубом «Дніпро-1».

## Збірна
В складі юніорських збірних України у 2008—2011 роках Артем Щедрий провів 11 матчів.

## Титули і досягнення
- Чемпіон Литви (1):

«Паневежис»: 2023